# Cúp bóng đá Angola
Cúp bóng đá Angola (Taça de Angola) là một giải đấu cúp theo thể thức đấu loại trực tiếp của Angola được bắt đầu tổ chức từ năm 1982.

## Các trận chung kết
| Thu, 10 Dec 1981 | Huíla                                         | 4–2 (s.h.p.) | Malanje                      | Luanda                                                                            |  |
| 15:00            | Basílio 15', 24' · Dala 90+13' · Tó Zé 90+25' |              | 17' Pinheiro · 21' Jamaicano | Sân vận động: Coqueiros Trọng tài: Pereira Lopes António Gonçalves, Eurico Barata |  |

| Thu, 30 Dec 1982 | Primeiro de Maio | 2–1 | Petro do Huambo | Luanda                                                                               |  |
| 15:00            | Maluka 48', 85'  |     | 8' Almeida      | Sân vận động: Coqueiros Trọng tài: Júlio de Aveiro Manuel Fernandes, Carlos Zacarias |  |

| Wed, 30 Nov 1983 | Primeiro de Maio                                                                  | 9–1 | 11 de Novembro do KK | Luanda                                                               |  |
| 21:00            | Fusso 12' (ph.đ.) · Maluka 22', 45' · Fidéle 50', 66' · Daniel 80', 85', 87', 89' |     | 60' Nené             | Sân vận động: Coqueiros Trọng tài: Silva Cardoso Macenas Jorge Mário |  |

| Wed, 28 Nov 1984 | Primeiro de Agosto       | 2–0 | Desportivo de Benguela | Luanda                                              |  |
| 15:30            | N.Kwanza 20' · Nsuka 80' |     |                        | Sân vận động: Coqueiros Trọng tài: Manuel Fernandes |  |

| Wed, 20 Nov 1985 | Ferroviário da Huíla   | 2–0 | Inter de Luanda | Luanda                                                 |  |
| 15:00            | Esp.Santo 6' · Barbosa |     |                 | Sân vận động: Coqueiros Trọng tài: Dionísio de Almeida |  |

| Tue, 11 Nov 1986 | Inter de Luanda | 1–0 | 1º de Maio | Luanda                                                                               |  |
| 15:00            | Aguião 10'      |     |            | Sân vận động: Coqueiros Trọng tài: Joaquim Oliveira, António Mazanza, João Gonçalves |  |

| Wed, 11 Nov 1987 | Petro de Luanda         | 4–1 | Ferroviário da Huíla | Luanda                                         |  |
| 15:00            | Jesus · Ndongala · Abel |     | Mavó                 | Sân vận động: Cidadela Trọng tài: Luciano Rosa |  |

| Fri, 11 Nov 1988 | Sagrada Esperança                 | 2–0 (s.h.p.) | FC de Cabinda | Luanda                                                   |  |
| 15:00            | Quintino 90+27' · Man'Adão 90+28' |              |               | Sân vận động: Coqueiros Trọng tài: Jorge Mário Fernandes |  |

| Sat, 11 Nov 1989 | Ferroviário da Huíla   | 2–1 | Inter de Luanda | Luanda                                           |  |
| 15:00            | Jorgito 19' · Mavó 62' |     | 76' Mingo       | Sân vận động: Cidadela Trọng tài: João Gonçalves |  |

| Mon, 17 Sep 1990 | 1º de Agosto | 1–0 | Petro de Luanda | Luanda                                                                            |  |
| 15:00            | Fuidimau 7'  |     |                 | Sân vận động: Cidadela Trọng tài: Eduardo Marcos, Charumbo Neto, Eduardo Ferreira |  |

| Mon, 11 Nov 1991 | 1º de Agosto                   | 2–1 (s.h.p.) | Petro de Luanda | Luanda                                                  |  |
| 15:00            | Mbila 61' · Loth 90+5' (ph.đ.) |              | 71' Luisinho    | Sân vận động: Cidadela Trọng tài: Jorge Mário Fernandes |  |

| Sun, 27 Sep 1992 | Petro de Luanda                                | 3–2 | 1º de Agosto     | Luanda                                                                  |  |
| 17:00            | N.Bumba 15' · C.Dinis 34' · Felito 89' (ph.đ.) |     | 2' Ndisso · Kiss | Sân vận động: Cidadela Lượng khán giả: 70,000 Trọng tài: João Gonçalves |  |

| Sun, 10 Oct 1993 | Petro de Luanda           | 2–1 | ASA         | Luanda                                                                               |  |
| 15:00            | Oliveira 45' · Amaral 68' |     | 10' Arlindo | Sân vận động: Cidadela Trọng tài: Manuel Fernandes Luciano António, Leopoldo Mavunza |  |

| Sun, 4 Dec 1994 | Petro de Luanda | 0–0 | Independente | Luanda                                                                             |  |
| 15:30           |                 |     |              | Sân vận động: Cidadela Trọng tài: Oliveira Pinto Francisco Tomás, Elísio Francisco |  |

| Wed, 7 Dec 1994 | Petro de Luanda         | 2–1 | Independente | Luanda                                               |  |
| 15:30           | N.Bumba · Paulito pen.' |     | Tostão       | Sân vận động: Cidadela Trọng tài: Mário J. Fernandes |  |

| Sun, 4 Dec 1994 | Petro de Luanda | 0–0 | Independente | Luanda                                                                             |  |
| 15:30           |                 |     |              | Sân vận động: Cidadela Trọng tài: Oliveira Pinto Francisco Tomás, Elísio Francisco |  |

| Wed, 7 Dec 1994 | Petro de Luanda         | 2–1 | Independente | Luanda                                               |  |
| 15:30           | N.Bumba · Paulito pen.' |     | Tostão       | Sân vận động: Cidadela Trọng tài: Mário J. Fernandes |  |

| Sat, 11 Nov 1995 | ASA                                 | 3–1 | Independente | Luanda                                                                                 |  |
| 15:00            | B.Carmelino 8', 21' · Quinzinho 30' |     | 17' Lopes    | Sân vận động: Cidadela Trọng tài: Jorge Mário Fernandes Diogo Ferreira, Roberto Talaya |  |

| Mon, 11 Nov 1996 | 1º de Maio | 1–1 | Progresso | Luanda                 |  |
| 15:00            | Jorge 54'  |     | 72' Vidal | Sân vận động: Cidadela |  |

| , 20 Nov 1996 | Progresso | 1–0 | 1º de Maio | Luanda                 |  |
| 15:00         | Vidal 28' |     |            | Sân vận động: Cidadela |  |

| Tue, 27 Oct 1997 | Petro de Luanda      | 2–1 | 1º de Agosto | Luanda                 |  |
| 15:00            | Amaral 20' · Maninho |     | 13' Dé       | Sân vận động: Cidadela |  |

| Wed, 11 Nov 1998 | Petro de Luanda                          | 4–1 | 1º de Agosto | Luanda                                                  |  |
| 15:00            | Guedes 22', 50' · Zico 58' · Betinho 61' |     | 19' Nsilulu  | Sân vận động: Cidadela Trọng tài: Jorge Mário Fernandes |  |

| Thu, 11 Nov 1999 | Sagrada | 1–0 | ASA | Luanda                                         |  |
| 15:00            | Jaburú  |     |     | Sân vận động: Cidadela Trọng tài: João Soyamba |  |

| Sat, 11 Nov 2000 | Petro de Luanda | 1–0 | Inter de Luanda | Luanda                 |  |
| 15:00            | Flávio 80'      |     |                 | Sân vận động: Cidadela |  |

| Mon, 11 Nov 2001 | Sonangol Namibe                   | 3–2 | Sporting Cabinda               | Luanda                                                  |  |
| 15:00            | Lukikana 3' · Hugo 16' · Tony 34' |     | 36' (ph.đ.) Tyson · 62' Lucien | Sân vận động: Cidadela Trọng tài: José António de Sousa |  |

| Mon, 11 Nov 2002 | Petro de Luanda              | 3–0 | Desp da Huíla | Luanda                                                                |  |
| 15:00            | Renato 38' · Mbunga 65', 88' |     |               | Sân vận động: Cidadela Lượng khán giả: 30,000 Trọng tài: Carlos Lopes |  |

| Tue, 11 Nov 2003 | Interclube  | 1–0 (s.h.p.) | Sagrada | Luanda                                                                                                  |  |
| 15:00            | Paty 90+29' | Chi tiết     |         | Sân vận động: Cidadela Lượng khán giả: 3,500 Trọng tài: Muanza Romano Nsundidi Armando, Manuel Patriota |  |

| Thu, 11 Nov 2004 | Sonangol              | 2–0 | 1º de Agosto | Luanda                                             |  |
| 15:30            | Capick 34' · Nuno 83' |     |              | Sân vận động: Cidadela Trọng tài: Luís Manuel João |  |

| Fri, 11 Nov 2005 | ASA        | 1–0      | Interclube | Luanda                                                                                                 |  |
| 15:00            | Kadima 83' | Chi tiết |            | Sân vận động: Cidadela Lượng khán giả: 2,000 Trọng tài: Domingos Pedro Luciano António, Inácio Cândido |  |

| Sat, 11 Nov 2006 | 1º de Agosto | 1–1 (s.h.p.) (4–3 p) | Benfica de Luanda | Luanda                                                                            |  |
| 15:00            | Gazeta 45+1' | Chi tiết             | 62' Vado          | Sân vận động: Cidadela Trọng tài: Pedro dos Santos Pedro Mussungo, Inácio Candido |  |
|                  |              | Loạt sút luân lưu    |                   |                                                                                   |  |
| Riquinho         |              | Eros · Ekoboló       |                   |                                                                                   |  |

| Sun, 11 Nov 2007 | 1º de Maio                      | 1–0      | Benfica de Luanda | Luanda |  |
| 15:00            | Adolfo 76' (ph.đ.) · Fita 90+5' | Chi tiết | 37' Bena          | Sân vận động: Cidadela Lượng khán giả: 3.000 Trọng tài: Pedro dos Santos Inácio Cândido, Denilson Gourgel |  |

| Tue, 11 Nov 2008 | Santos FC    | 1–0      | Rec do Libolo | Luanda                                                                                                 |  |
| 15:00            | Manucho 90+' | Chi tiết |               | Sân vận động: Coqueiros Lượng khán giả: 4.000 Trọng tài: Muluta Prata Luciano António, Zeferino Muanda |  |

| Wed, 11 Nov 2009 | 1º de Agosto          | 2–1      | Sagrada Esperança | Luanda                                                                                                |  |
| 15:00            | Fofaná 15' · Love 67' | Chi tiết | 87' Fatite        | Sân vận động: Cidadela Lượng khán giả: 10.000 Trọng tài: Fernando Mação Domingos Adão, Wilson Ntyamba |  |

| Thu, 11 Nov 2010                                | ASA | 0–0 (s.h.p.) (4–3 p)                                | Interclube | Luanda                                                                            |  |
| 16:00                                           |     | Chi tiết                                            |            | Sân vận động: Cidadela Trọng tài: Hélder Martins Denilson Gourgel, Victor Paulino |  |
|                                                 |     | Loạt sút luân lưu                                   |            |                                                                                   |  |
| Bokungu · Lau · Anastácio · Nuno · Jamba · Papi |     | P.Henriques · Capuco · Joel · Nari · Tsherry · Diop |            |                                                                                   |  |

| Fri, 11 Nov 2011 | Interclube | 1–1 (s.h.p.) (5–3 p) | 1º de Agosto | Luanda |  |
| 16:00            | Alex 79'   | Chi tiết             | 39' Amaro    | Sân vận động: 11 de Novembro Lượng khán giả: 10,000 Trọng tài: Hélder Martins Inácio Cândido, Diakanua Miguel |  |

| Sun, 11 Nov 2012 | Petro de Luanda     | 2–0 | Recreativo Caála | Luanda                                              |  |
| 16:00            | Mabululu 71', 90+2' |     |                  | Sân vận động: 11 de Novembro Lượng khán giả: 10.000 |  |

| Mon, 11 Nov 2013 | Petro de Luanda | 1–0      | Desportivo da Huíla | Luanda |  |
| 16:00            | Keita 50'       | Chi tiết |                     | Sân vận động: 11 de Novembro Lượng khán giả: 10.000 Trọng tài: Paulo Talaya Pedro Kanombo, Ricardo Daniel |  |

| Sun, 23 Nov 2014 | Benfica de Luanda | 1–0 (s.h.p.) | Petro de Luanda | Luanda                                                                                                 |  |
| 16:00            | Braga 90+23'      | Chi tiết     |                 | Sân vận động: 11 de Novembro Lượng khán giả: 20.000 Trọng tài: Osvaldo Félix José Félix, Rosário Pedro |  |

| Sat, 31 Oct 2015 | Bravos do Maquis | 1–0      | Sagrada Esperança | Luanda                                                                                        |  |
| 15:00            | Bruno 90'        | Chi tiết |                   | Sân vận động: Coqueiros Lượng khán giả: 3.000 Trọng tài: João Goma Pedro Canombo, Júlio Lemos |  |

| Fri, 11 Nov 2016 | Rec do Libolo             | 2–1      | Progresso | Luanda |  |
| 15:00            | Erivaldo 23' · Ito 90+10' | Chi tiết | 84' Vá    | Sân vận động: 11 de Novembro Lượng khán giả: 10,000 Trọng tài: Hélder Martins Júlio Lemos, Joaquim da Rocha |  |

| Sat, 11 Nov 2017 | Petro de Luanda      | 2–1 | 1º de Agosto | Luanda                                                                             |  |
| 15:00            | Job 40' · Azulão 56' |     | 56' Diogo    | Sân vận động: 11 de Novembro Trọng tài: João Goma Ivanildo Lopes, Evanildo Martins |  |

| Sat, 25 May 2018 | 1º de Agosto                 | 2–1      | Desportivo Huíla | Luanda                                                                                 |  |
| 15:40            | Zito 59' · Papel 63' (ph.đ.) | Chi tiết | 45+1' Lionel     | Sân vận động: 11 de Novembro Trọng tài: Benjamin Andrade Bernabé Ngulo, Ricardo Daniel |  |

| Thu, 15 Jul 2021 | Petro de Luanda                    | 2–0      | Interclube | Luanda                                                                          |  |
| 16:00            | Pirolito 12' (l.n.) · Figueira 85' | Chi tiết |            | Sân vận động: 11 de Novembro Trọng tài: Nuno Sumbo Joaquim Chio, Lucas Caliongo |  |

| Sun, 12 June 2022 | Petro de Luanda          | 2–1 (s.h.p.) | Desportivo Huíla | Lubango                             |  |
|                   | Kinito 28' · Azulão 114' |              | Dino 70'         | Sân vận động: Nacional da Tundavala |  |

| Sat, 3 June 2023 | Petro de Luanda                         | 3–0 | Académica do Lobito | Lubango                                                                                 |  |
|                  | Azulão 18' (ph.đ.), 26' · Carlinhos 77' |     |                     | Sân vận động: Nacional da Tundavala Lượng khán giả: 15.000 Trọng tài: Francisco Chitano |  |

## Các đội vô địch
| TT | Câu lạc bộ              | Số lần vô địch | Năm vô địch                                                                                 |
| -- | ----------------------- | -------------- | ------------------------------------------------------------------------------------------- |
| 1  | Petro de Luanda         | 14             | 1987, 1992, 1993, 1994, 1997, 1998, 2000, 2002, 2012, 2013, 2017, 2020–21, 2021–22, 2022–23 |
| 2  | Primeiro de Agosto      | 6              | 1984, 1990, 1991, 2006, 2009, 2018–19                                                       |
| 3  | Interclube              | 3              | 1986, 2003, 2011                                                                            |
| 3  | ASA                     | 3              | 1995, 2005, 2010                                                                            |
| 3  | Primeiro de Maio        | 3              | 1982, 1983, 2007                                                                            |
| 6  | Sonangol do Namibe      | 2              | 2001, 2004                                                                                  |
| 6  | Sagrada Esperança       | 2              | 1988, 1999                                                                                  |
| 6  | Ferroviário da Huíla    | 2              | 1985, 1989                                                                                  |
| 9  | Recreativo do Libolo    | 1              | 2016                                                                                        |
| 9  | Bravos do Maquis        | 1              | 2015                                                                                        |
| 9  | Benfica de Luanda       | 1              | 2014                                                                                        |
| 9  | Santos FC               | 1              | 2008                                                                                        |
| 9  | Progresso do Sambizanga | 1              | 1996                                                                                        |